# Rojiște
Rojiște est une commune roumaine située dans le județ de Dolj.